# Église de la Mère de Dieu (Vienne)

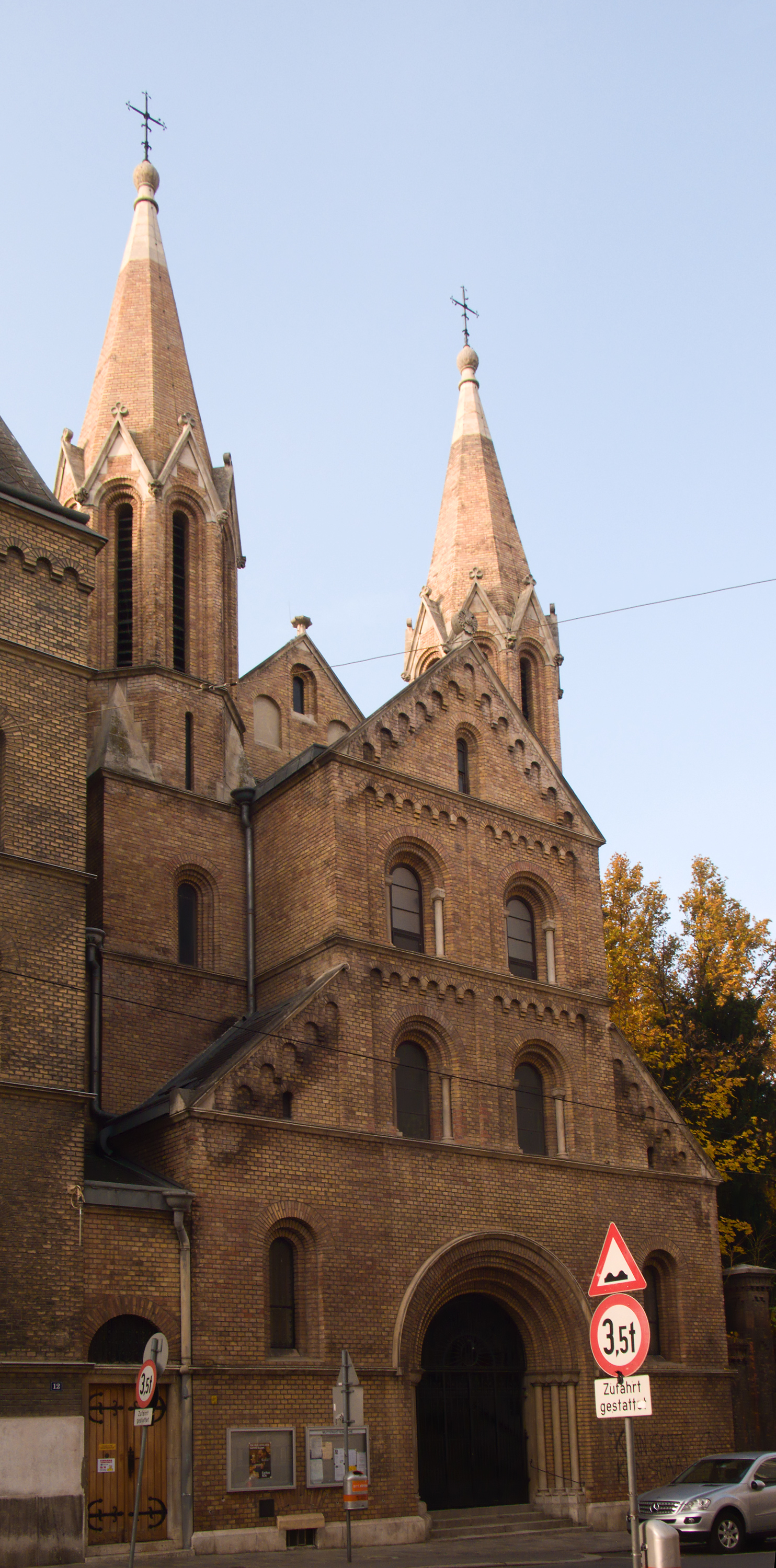
Façade de l'église

Pour les articles homonymes, voir Église de la Mère-de-Dieu.
L'église de la Mère de Dieu (Muttergotteskirche) est une église catholique de Vienne (Autriche) dédiée à la Mater Ter Admirabilis. Elle se trouve dans le district de la Landstraße.

## Architecture et intérieur
Cette église néoromane, construite par Richard Jordan, se trouve à la Jacquingasse. Elle appartient au couvent (construit par le même architecte en même temps) de la congrégation des filles de la Charité divine qui en est la maison-mère. La façade est ornée de deux tours jumelles polygonales. L'édifice est à trois nefs avec voûtes en forme de croix. Le maître-autel néoroman est surplombé d'un tableau de Josef Kastner l'Ancien, inspiré du tableau de la Mater Ter Admirabilis de la basilique Sainte-Marie-Majeure. Josef Kastner le Jeune est l'auteur des tableaux des autels latéraux, ainsi que des fresques.
L'orgue, issu de la maison Johann M. Kaufmann, date de 1884.

## Historique
Mère Franziska Lechner est à l'origine en 1868 de la fondation de la congrégation des filles de la Charité divine qui se diffuse rapidement dans toute l'Autriche-Hongrie. La première maison-mère construite en 1871 se trouvait non loin de là à la Fasangasse. Les religieuses, grâce à l'aide de l'archiduchesse Marie-Valérie d'Autriche, obtiennent un terrain du jardin botanique de l'université de Vienne, pour la construction de leur église et d'un nouveau couvent.
L'église est consacrée le 22 avril 1891 et le maître-autel est un don personnel de l'empereur François-Joseph. L'église conventuelle devient église paroissiale en 1939. Elle est endommagée par les combats de la fin de la Seconde Guerre mondiale, et les travaux de restauration durent jusqu'en 1964. Une autre vague de travaux intérieurs a lieu en  1977-1978, et une seconde restauration complète en 1991.
L'église de la Mère de Dieu acquiert deux nouvelles cloches en 2005, dédiée, l'une à sainte Françoise-Romaine, l'autre à saint Paul.

## Source
- (de) Cet article est partiellement ou en totalité issu de l’article de Wikipédia en allemand intitulé « Muttergotteskirche (Landstraße) » (voir la liste des auteurs).